# Nurafshon
Nurafshon (uzb. cyr. Нурафшон; ros. Нурафшон, Nurafszon) – miasto we wschodnim Uzbekistanie, siedziba administracyjna wilajetu taszkenckiego. W 1989 roku liczyło ok. 17,5 tys. mieszkańców. Ośrodek przemysłu odzieżowego.
Miejscowość otrzymała prawa miejskie w 1973 roku. Do 2017 roku nosiła nazwę Toʻytepa.